# Behaarde bladsnuitkever
De behaarde bladsnuitkever of bruine vruchtboomsnuittor (Phyllobius oblongus) is een keversoort uit de familie snuitkevers (Curculionidae). Het is het enige lid van het ondergeslacht Nemoicus Dillwync 1829.

## Beschrijving
De behaarde bladsnuitkever is een gedrongen snuitkever van 4 tot 5,5 millimeter lang. De dekschilden (elytra) zijn lichtbruin, de overige lichaamsdelen zijn zwart.

## Verspreiding en leefwijze
De behaarde bladsnuitkever is inheems in het Palearctisch gebied, van Europa tot Siberië. Hij is geïntroduceerd in het noordoosten van de Verenigde Staten en het aangrenzende Canada.
De kever leeft in bossen, bosranden, boomrijke parken en hagen. De volwassen kevers zijn in de lente en vroege zomer actief en voeden zich met boombladeren. De larven leven van wortels van aardbeiplanten en andere planten.